# Городище (Дрожжановский район)
 Городище (чув. Хулаçырми) — село в Дрожжановском районе Татарстана. Административный центр Городищенского сельского поселения.

## География
Находится в юго-западной части Татарстана на расстоянии приблизительно 13 км на юг по прямой от районного центра села Старое Дрожжаное (в 22 км по дорогам). Расположено на реке Яклы. 

## История
Основано по местным данным в середине XVII века переселенцами из Цивильского и Казанского уездов. На северной окраине села был форпост (существовал с XII века). 
В 1667 году было учтено 22 двора. До начала XX века кроме села Городище существовала еще одноимённая деревня (иначе Чувашский околоток), вошедшая в состав села. 
До 1860-х годов жители являлись удельными крестьянами; занимались земледелием, ремёслами (валянием шерсти и др.). В начале XX века в селе имелись волостное правление, церковь, земское училище, библиотека, почта, лавки. До 1926 года действовала церковь (сгорела).

## Население
Постоянных жителей насчитывалось: в 1879 году — 1282 (село Городище) и 317 (деревня Городище); в 1897 — 1438 и 421. Постоянное население составляло 869 человек (чуваши 99 % в 2002 году, 771 в 2010.

## Инфраструктура
Действует сельскохозяйственный кооператив «Путь Ленина». Имеются средняя школа, Дом культуры, отделения связи, сбербанка, 2 музея (школьный и краеведческий).

## Уроженцы
- Мокшин Александр Фёдорович (1927, Городище — 1996, Рязань) — передовик производства, Герой Социалистического Труда, награждён орденом Ленина (дважды), медалями.
- Семёнов Григорий Трофимович  (1919, Городище, Буинский уезд, Симбирская губерния — 1986, Никольское-на-Черемшане, Мелекесский район, Ульяновская область) — полный кавалер ордена Славы. Награждён орденами Красного Знамени, Отечественной войны 2-й степени, Красной Звезды, медалями.
- Угаслов Николай Фёдорович[чуваш.] (р. 1952, Городище,  Дрожжановский район, Татарская АССР) — организатор производства, общественный деятель, меценат. В 1992 году основал в Чебоксарах ЗАО «ТУС» и стал его генеральным директором.  Председатель землячества «Пăлхар» (Болгар), объединяющего уроженцев Республики Татарстан, проживающих в Чувашии (с 2003 года). В 2009—2013 годах вице-президент, с 2013 года — президент Чувашского национального конгресса. Заслуженный работник культуры Чувашской Республики (2008), заслуженный работник культуры Республики Татарстан (2008), заслуженный строитель Чувашской Республики (2011), награждён орденом «За заслуги перед Чувашской Республикой», Почётный гражданин Чебоксар (2014) и Красноармейского района (2019).